# Philippe Auguste (métro de Paris)
Pour les articles homonymes, voir Philippe Auguste (homonymie).
Philippe Auguste est une station de la ligne 2 du métro de Paris, située à la limite des 11e et 20e arrondissements de Paris.

## Situation
La station est implantée à la limite administrative entre le quartier de la Roquette à l'ouest et le quartier du Père-Lachaise à l'est. Elle se trouve sous l'extrémité du boulevard de Charonne à sa jonction avec le boulevard de Ménilmontant, où débouche également l'avenue Philippe-Auguste. Orientée selon un axe nord-ouest/sud-est, elle s'intercale entre les stations Père Lachaise et Alexandre Dumas.

## Histoire
La station est ouverte le 31 janvier 1903 avec la mise en service du deuxième prolongement de la ligne 2 Nord, depuis Anvers jusqu'à Rue de Bagnolet (actuelle station Alexandre Dumas) ; cette ligne deviendra plus simplement la ligne 2 le 17 octobre 1907 à la suite de l'absorption de la ligne 2 Sud (correspondant à une large part de l'actuelle ligne 6) par la ligne 5 le 14 octobre précédent.
Elle doit sa dénomination à sa proximité avec l'avenue Philippe-Auguste, laquelle rend hommage au roi Philippe II, dit Philippe Auguste (1180-1223), septième roi de la dynastie des Capétiens. Il s'agit de la seule station du métro de Paris à porter le nom d'un roi de France.
Dans le cadre du programme « Renouveau du métro » de la RATP, les couloirs de la station et l'éclairage des quais sont rénovés le 27 juin 2003. Courant 2018, ces derniers sont entièrement modernisés à leur tour dans le cadre de la même opération, renommée « Un métro + beau » ; ainsi, les cadres publicitaires métalliques et sièges « Motte » verts cèdent respectivement leur place à des encadrements en céramique blanche et à des assises « Akiko » bleues contemporaines.

### Fréquentation
Selon les estimations de la RATP, la station a vu entrer 1 763 562 voyageurs en 2019, ce qui la place à la 261e position des stations de métro pour sa fréquentation sur 302,. En 2020, avec la crise du Covid-19, son trafic annuel tombe à 925 913 voyageurs, ce qui la classe alors au 248e rang, avant de remonter progressivement en 2021 avec 1 262 653 entrants comptabilisés, la reléguant cependant à la 255e position des stations du réseau pour sa fréquentation sur 304 cette année-là,.

## Services aux voyageurs

### Accès
La station dispose de deux accès constitués d'escaliers fixes, débouchant à l'angle de l'avenue Philippe-Auguste et du boulevard de Charonne :
- l'accès no 1 « Boulevard de Charonne » constituant l'entrée principale, à l'extrémité nord-ouest de l'allée Pierre-Bérégovoy sur le terre-plein central du boulevard précité, face au no 149 ;
- l'accès no 2 « Rue du Mont-Louis » se trouvant au droit du no 151 du boulevard de Charonne et du no 131 de l'avenue Philippe-Auguste, entre cette dernière voie et la rue du Mont-Louis.

L'accès no 1 est orné d'un édicule Guimard inscrit au titre des monuments historiques par l'arrêté du 29 mai 1978, protection renouvelée le 12 février 2016. L'accès no 2 est agrémenté quant à lui d'une balustrade et d'un candélabre en fer forgé dans le style Dervaux des années 1930, plus sobre.

Accès à la station
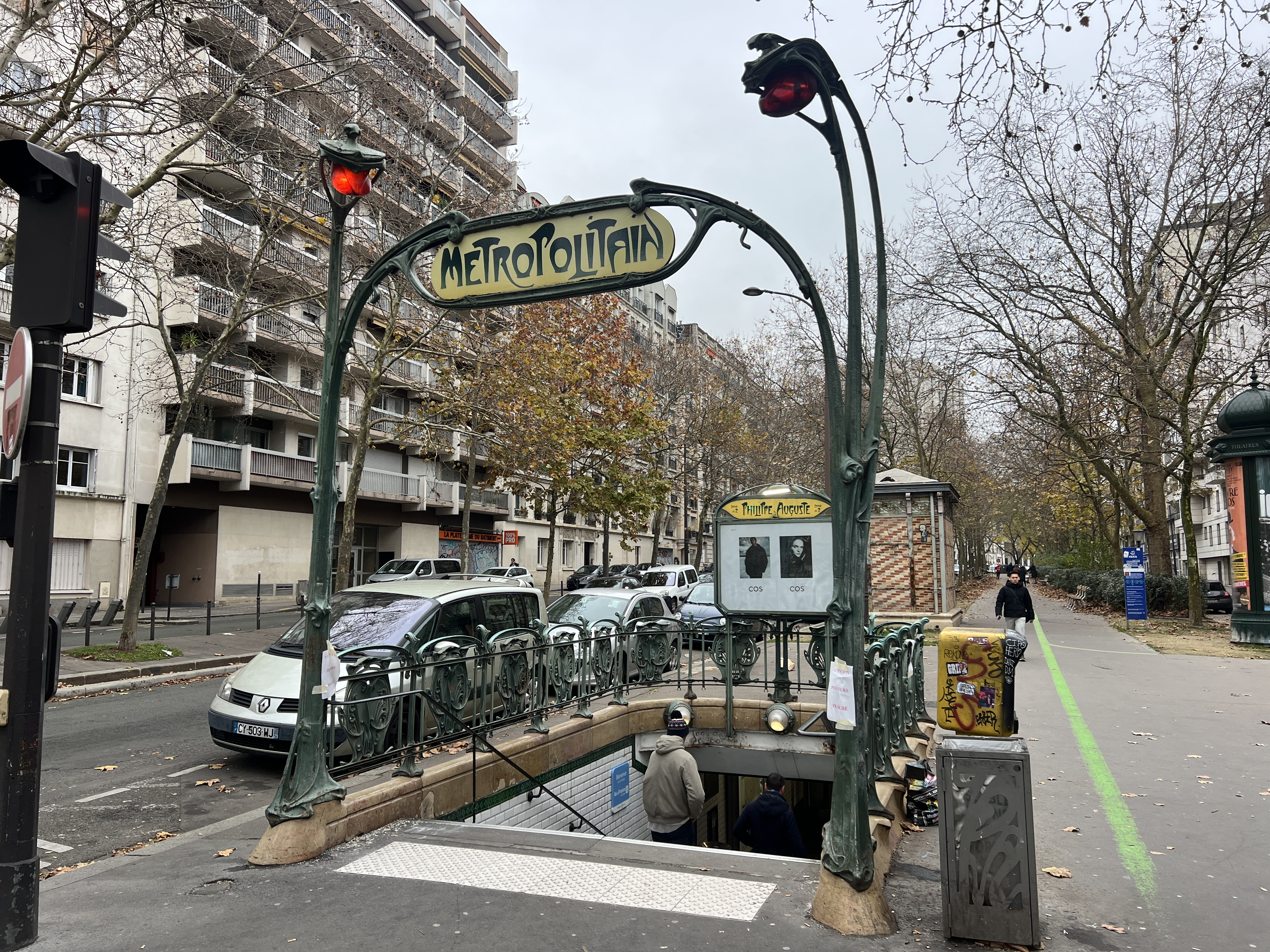
L'accès no 1, « Boulevard de Charonne ».
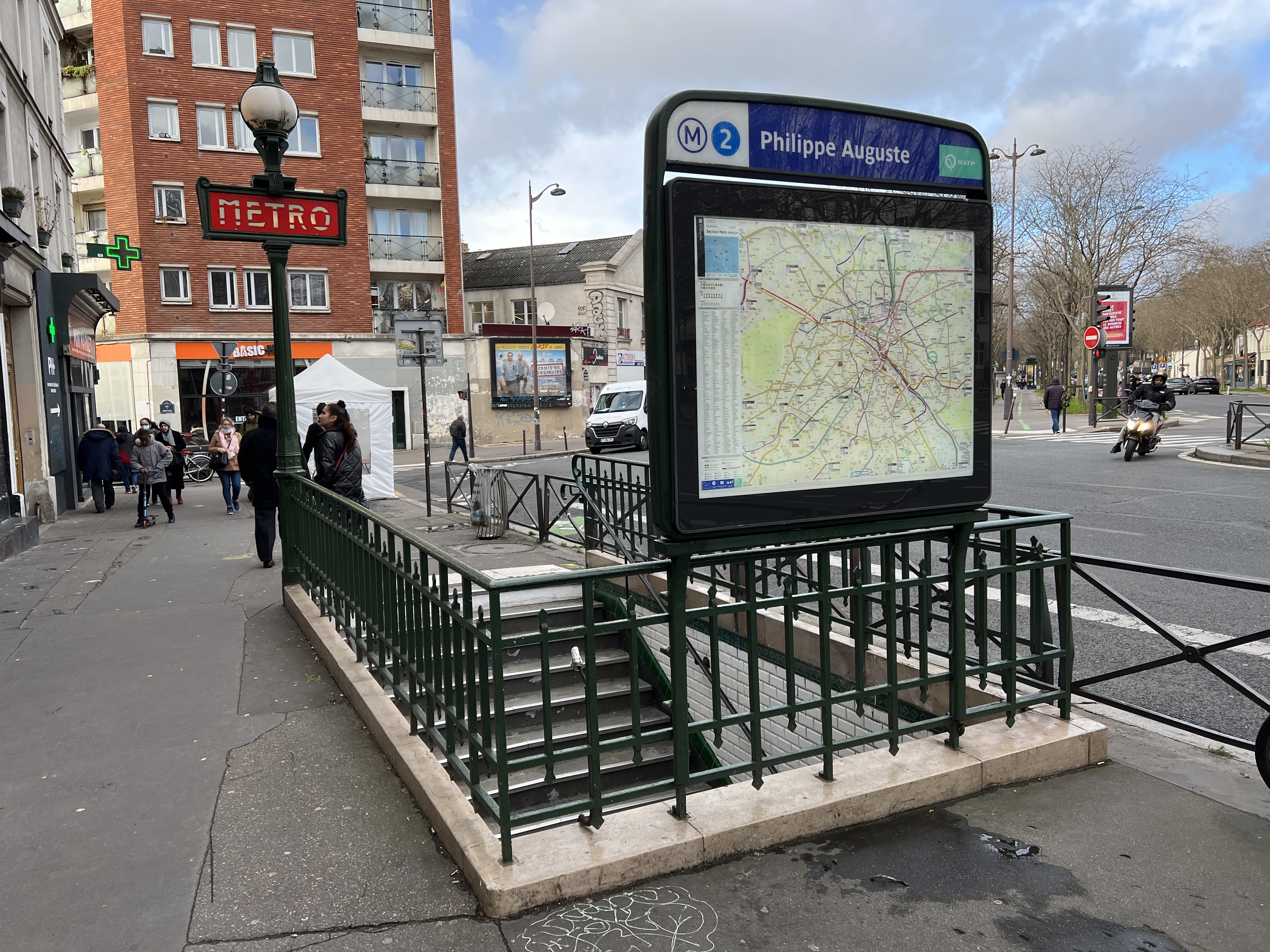
L'accès no 2, « Rue du Mont-Louis ».

### Quais
Philippe Auguste est une station de configuration standard pour le métro de Paris : elle possède deux quais, d'une longueur conventionnelle de 75 mètres, séparés par les voies du métro situées au centre et la voûte est elliptique. La décoration est du style utilisé pour la majorité des stations de métro : les bandeaux d'éclairage sont blancs et arrondis dans le style « Gaudin » du renouveau du métro des années 2000, et les carreaux en céramique blancs biseautés recouvrent les piédroits ainsi que les tympans, tandis que la voûte est simplement peinte en blanc. Les cadres publicitaires sont en céramique blanche également et le nom de la station est inscrit en police de caractères Parisine sur des plaques émaillées. Les sièges sont de style « Akiko » de couleur bleue.

Quais de la station
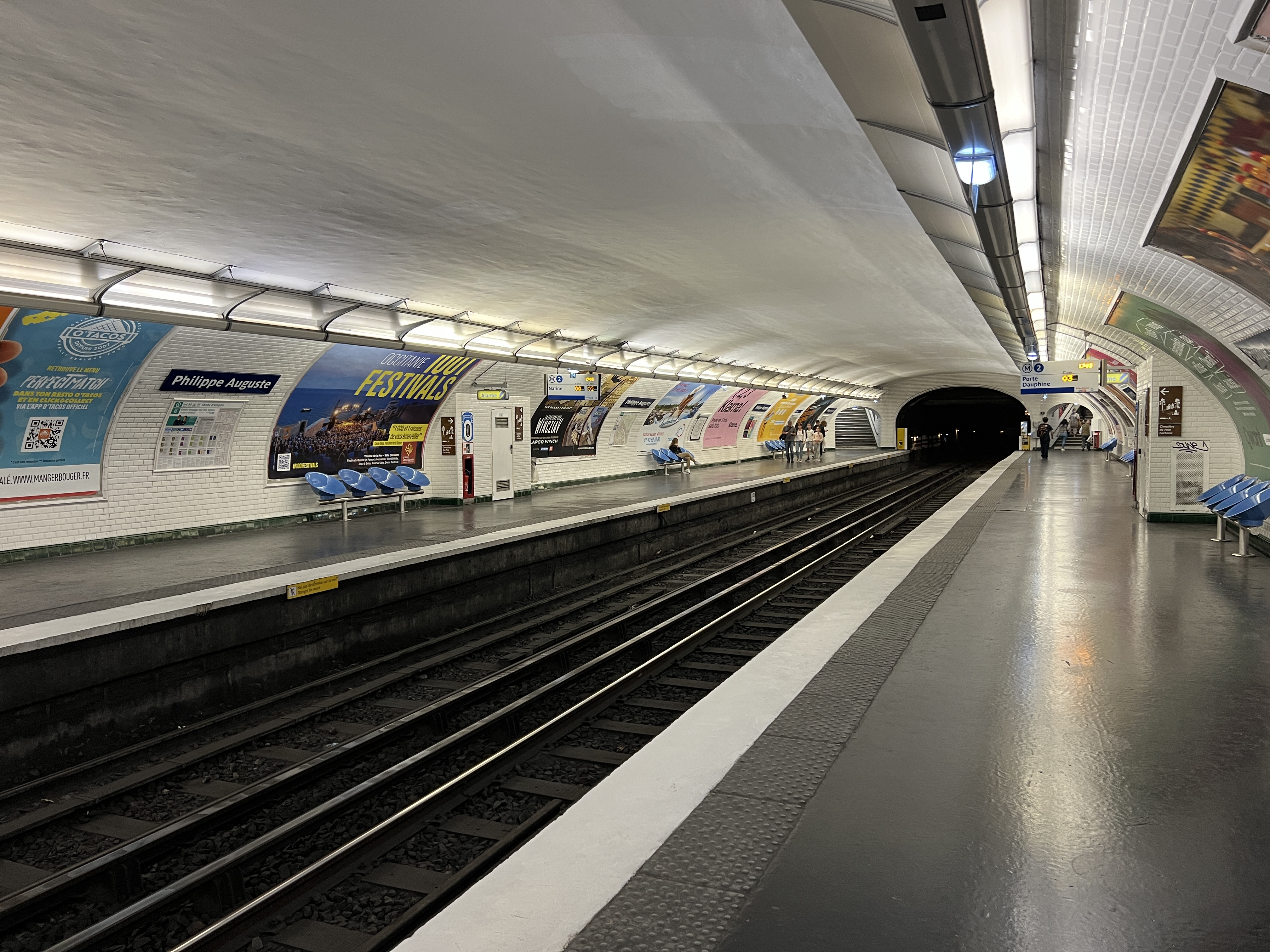
Les quais vus en direction de Porte Dauphine.
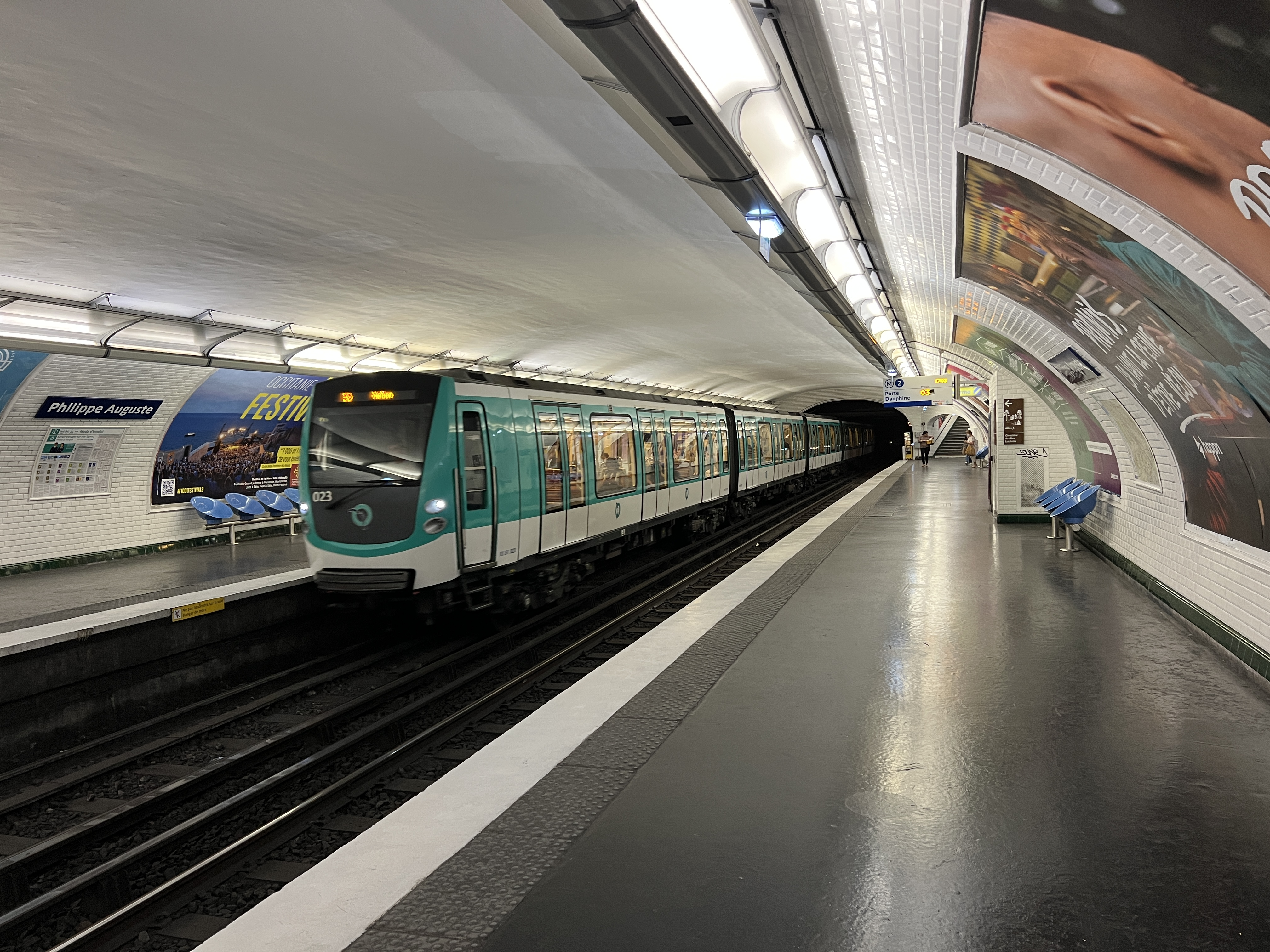
Entrée d'une rame MF 01 en direction de Nation.
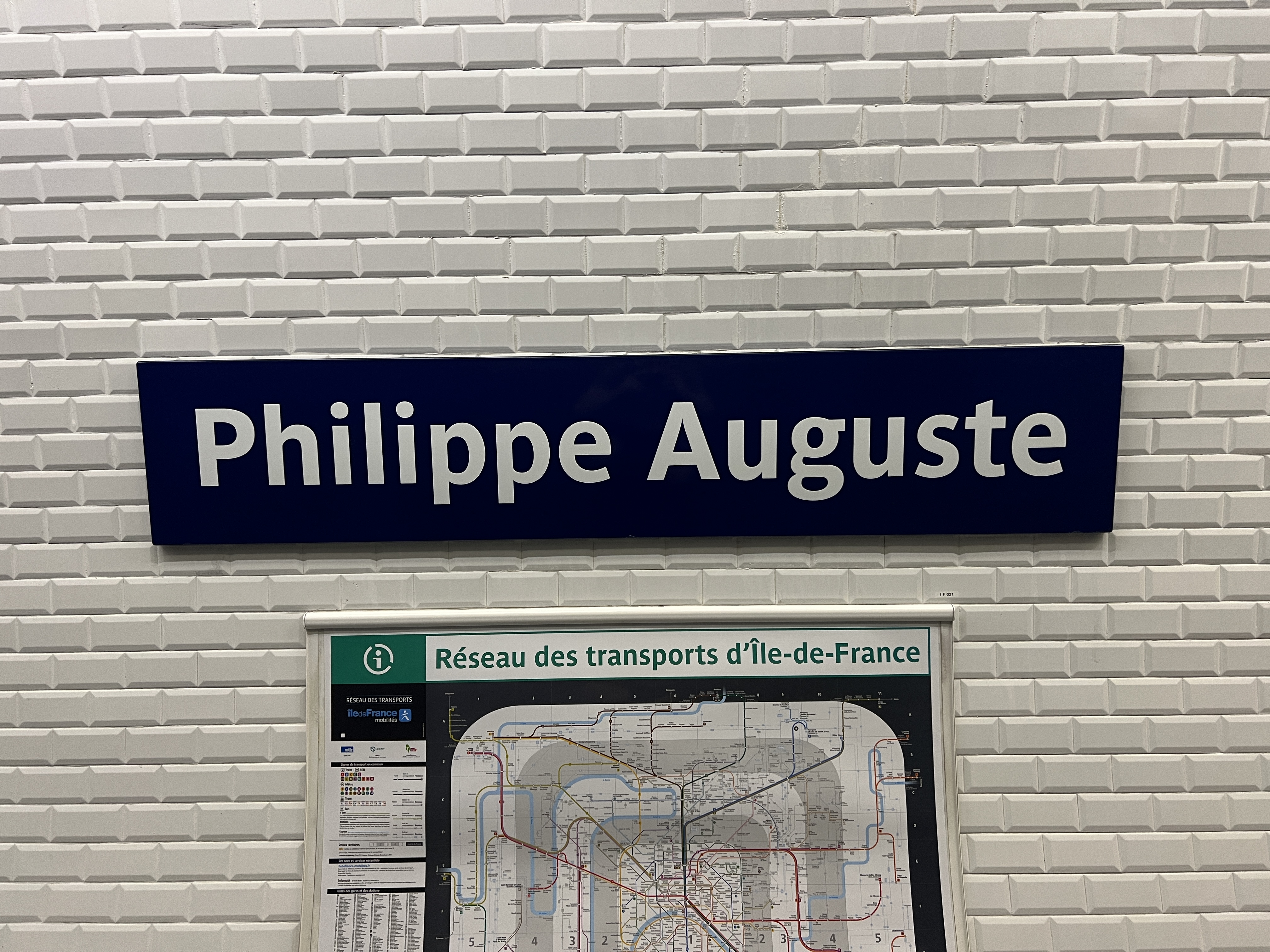
Plaque émaillée indiquant le nom de la station.

### Intermodalité
La station est desservie par la ligne 71 du réseau de bus RATP.

## À proximité
- Cimetière du Père-Lachaise
- Square de la Folie-Régnault
- Square de la Roquette
- Square Marcel-Rajman
- Square Colbert